# Hary
Hary település Franciaországban, Aisne megyében. Lakosainak száma 196 fő (2022. január 1.). Hary Braye-en-Thiérache, Burelles, Gercy, Gronard, Thenailles és Vervins községekkel határos.

## Népesség
A település népességének változása:
| Lakosok száma | 270  | 214  | 221  | 225  | 223  | 223  | 208  | 197  | 193  | 196  |
|               | 1968 | 1982 | 1990 | 2006 | 2013 | 2015 | 2017 | 2019 | 2020 | 2022 |